# Drogfri Uppväxt
Drogfri uppväxt är en svensk nykterhetsorganisation som bildades 2018 genom en sammanslagning av Sveriges Akademikers Nykterhetsförbund (SAN) och Sveriges Lärares Nykterhetsförbund (SLN). Organisationen är ansluten till Nykterhetsrörelsens Bildningsverksamhet (NBV) samt Centralförbundet för alkohol- och narkotikaupplysning (CAN).

## Verksamhet
Drogfri Uppväxt är en nykterhetsorganisation för yrkesverksamma vuxna som arbetar med eller mot barn. Organisationen ger ut en tidning, som även den heter Drogfri Uppväxt. Organisationen arbetar utöver det med utbildnings- och fortbildningsverksamhet, opinionsbildning samt arrangerar tävlingar för barn och unga med mera.

## Ordförande
2018 -  – Ali Jerremalm